# Mariana Engracia de Toledo Portugal y Pimentel
Mariana Engracia de Toledo Portugal y Pimentel, född 1623, död 1686, var en spansk hovfunktionär.  Hon var Camarera mayor de Palacio (överhovmästarinna) till Spaniens drottning  Maria Anna av Österrike, och aya (guvernant) till kung Karl II av Spanien.

## Biografi

### Tidigt liv
Hon var dotter till Fernando Álvarez de Toledo y Portugal, 6:e greven av Oropesa, och Mencía María Alfonso-Pimentel y Zúñiga. Hon förlovades vid nio års ålder med sin kusin Pedro Fajardo och Alfonso-Pimentel, femte markisen i Los Vélez, då vicekung i Valencia, och giftes bort med honom några år senare. Hennes make utnämndes 1635 till vicekung i Aragonien. Hennes make föll i onåd sedan han den 23 januari 1641 besegrades i slaget vid Montjuic och avskedades från sin position. Han var 1641-1643 ambassadör i Rom, dit hon följde honom, och var 1644-1647 vicekung på Sicilien. Hennes make avled under det sicilianska upproret 1647, varpå hon återvände till Spanien. Som änka processade hon framgångsrikt för att tillförsäkra sin son sin makes titel och egendom under en arvstvist, segrade 1650 och styrde själv sonens gods under hans minderårighet.

### Hovdam
När hennes son blivit myndig 1654, lyckades hon genom sina kontakter bli utnämnd till hovdam, dama de honor, åt drottning Maria Anna. Hon delade Maria Annas strikta religiositet och trösta henne under svårigheterna att bli gravid. Hon blev en av Maria Annas förtrogna och favoriter, tills hon 1659 utsågs till (junior eller vice) camarera mayor. 
Hon utsågs 1661 till aya eller guvernant för tronarvingen. Genom sitt ämbete arrangerade hon äktenskapet mellan sin dotter och arvingen till drottningens hovmästare hertigen av Montalvo, ett bröllop som blev en av hovets stora händelser 1665 och uppfattades som en politisk strategi. 

### Maktställning
När kungen dog 1665, och Maria Anna blev Spaniens regent och kronprinsen omyndig kung, blev Mariana Engracia en av regimens nyckelfigurer som monarkens vårdnadshavare. Hon hade också en nära relation till den nya premiärministern, jesuiten Juan Everardo Nithard. Hennes ställning visades till exempel då regenten gav henne uppdraget att på barnkungens vägnar presentera det gyllene skinnet till den österrikiska ambassadören, greve Fernando de Harrach. Hon gynnade sina släktingar och fick 1666 sin son utnämnd till guvernör för Orán och Mazalquivir.
Hon uppvaktades av Frankrikes och Österrikes ambassadörer i sitt palats och andra supplikanter som sökte en informell kanal till kungen. Under kriget mellan Spanien och Portugal ska hon ha övertalat regenten Maria Anna att fortsätta kriget med Portugal i april 1666. Hon var inblandad i en konflikt med sin rival bland hovdamerna, Marquise de Villanueva de Valdueza, som överfördes till statsrådet 1667; premiärminister Nithard stödde henne, och hennes anhängare bland hovdamerna kallades nithardas, medan hennes rivalfraktion stöddes av österrikarna under Juan José de Austria. Nithard blev dock 1669 ersatt med Valenzuela på Juan José de Austrias begäran. 
Hennes ställning försvagades när barnkungen år 1671 ansågs gammal nog att inte längre behöva en barnsköterska utan skulle överlämnas till en manlig personal, vilket gjorde att hon endast fick behålla sin andra tjänst, den som vice överhovmästarinna hos drottningregenten, vilket innebar att hon hamnade på andra plats efter sin rival överhovmästarinnan Marquise de Villanueva de Valdueza, som stöddes av Valenzuela och Juan José de Austria. När Maria Anna försökte förlänga regentskapet 1675 valde Mariana Engracia att ansluta sig till Juan José de Austria, vilket 1676 skapade en konflikt med Maria Anna, och hon följde inte med när Maria Anna lämnade hovet 1677. 

### Senare karriär
Hon stödde ett giftermål mellan kungen och Marie Louise av Orleans och lyckades 1679 utses av kungen till hovdam åt den nya drottningen, men änkedrottningen förhindrade att hon utsågs till överhovmästarinna. Hon hamnade nu definitivt i en längre position, under såväl änkedrottningens som drottningens överhovmästarinnor i rang, men hon blev omtyckt av Marie Louise och lyckades genom denna ändå behålla ett visst inflytande under 1680-talet. 